# Zoofobia

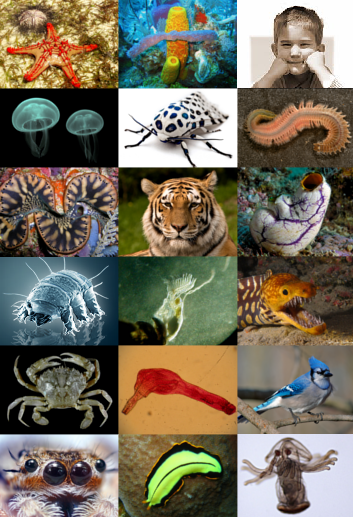
Diversos tipos de animales.

La zoofobia es una fobia general, y también un conjunto de fobias específicas. Generalmente es definida como un miedo irracional hacia los animales, pero existen muchas sub-fobias, que son específicas para distintos animales, pero al hablar de la zoofobia en general, se puede referir al miedo hacia cualquier especie animal.

## Causas
La zoofobia general y sus subfobias específicas son casi siempre adquirida desde la infancia. Son comunes, pero generalmente afecta más a mujeres que a hombres. Suele adquirirse debido a tener malas experiencias con animales, o por el miedo adquirido por ver distintas películas, series de televisión y documentales. Esta fobia es considerada un acto irracional de los seres humanos.

## Tratamiento
Muchos psicólogos les dicen a las personas que sufren de esta fobia que los animales son seres iguales a nosotros que merecen el mismo respeto y no tienen ningún interés en lastimarlos, y que no lo hacen por placer.
Es también una causa por la que muchos animales están en peligro de extinción.

## Zoofobia general o total
Esta zoofobia generalmente define un miedo a casi cualquier especie animal. Es poco común, pero no ha dejado de afectar a distintas personas.

## Subfobias que son específicas hacia distintos animales
- Agrizoofobia: a los animales salvajes.
- Ailurofobia: a los gatos.
- Apifobia: a las abejas.
- Alektorofobia a las gallinas.
- Aracnofobia: a las arañas.
- Blatofobia: a las cucarachas.
- Cinofobia: a los perros.
- Ictiofobia: a los peces.
- Equinofobia: a los caballos.
- Entomofobia: a los insectos.
- Herpetofobia: a los reptiles y anfibios
- Lutrafobia: a las nutrias
- Musofobia: a las ratas y ratones.
- Ofidiofobia: a las serpientes.
- Ornitofobia: a las aves.
- Selacofobia: a los tiburones
- Bufonofobia: a los sapos